# Kurt Estermann
Kurt Estermann (* 13. Oktober 1960 in Innsbruck) ist ein österreichischer Komponist und Organist.

## Leben
Kurt Estermann wurde in eine Musikerfamilie hineingeboren und erhielt seine erste musikalische Ausbildung an der Orgel bei Reinhard Jaud am Innsbrucker Konservatorium. In den Jahren von 1979 bis 1989 absolvierte er an der Universität für Musik und darstellende Kunst Wien Studien in den Fächern Komposition bei Erich Urbanner, Kirchenmusik Orgel bei Peter Planyavsky und Michael Radulescu, sowie Cembalo bei Gordon Murray. Nach dem Abschluss im Jahr 1989 folgten weitere Fortbildungen, u. a. bei Wolfgang Rihm und György Ligeti.
Ab dem Jahr 1990 hatte Estermann die Stelle des Organisten am Stift Wilten der Diözese Innsbruck inne, ab 2000 eine Professur für Kirchliche Komposition an der Universität Mozarteum Salzburg.
Kurt Estermann lebt und arbeitet seit dem Jahr 2014 in Innsbruck.

## Auszeichnungen
- 1989: Paul Hofhaimer-Preis der Stadt Innsbruck[3]
- 1998: Erster Preis der Stadt Innsbruck für künstlerisches Schaffen (Chorkomposition und Instrumentalmusik)
- 2004: Zweiter Preis der Stadt Innsbruck für künstlerisches Schaffen im Teilgebiet Oper

## Werke (Auswahl)

### Ensemblemusik
- Drei alpenländische Musikstücke – für 6 Instrumentalisten (1984)[4]
- Die Segnung der Kinder – für Mezzosopran und 5 Instrumente nach dem Markusevangelium (1987)[4]
- Ich gieße reines Wasser über euch aus – für Mezzosopran und 5 Instrumente (1990)[4]
- Streichquartett – für zwei Violinen, Viola und Violoncello (1991)[4]
- noch ein wenig über B-A-C-H – Duo für Cembalo und Violine (1993)[4]
- Auf Wiedersehn, Kinder – Ostinato für Streichtrio (1993)[4]
- schlagen – brennen – vereinnahmen – verzehren – Meditation zum Herz-Jesu-Fest (1996)[4]
- Wie es war, wie es ist, wie es sein wird – nach einem Gedicht von Walter Schlorhaufer (1996)[4]
- "HEIMAT" – für Rezitator, Cembalo und Orgelpositiv nach Kritiken und Reaktionen zum "Mahnmal gegen Krieg und Faschismus" von Alfred Hrdlicka ausschließlich aus der österreichischen Massenboulevard-Zeitung (2002)[4]
- "Introitus" – Sextett für zwei Trompeten, drei Posaunen, Pauke und Orgel (2003)[4]
- "Il Cantico Di Frate Sole" – Sextett für Sopran mit drei Trompeten, Pauke, Perkussion und Orgel (2004)[4]

### Solomusik
- Intermezzo (dem Gedächtnis Anton Heillers) – für Orgel (1988)[4]
- Golgatha – Stück in 2 Sätzen für Cembalo (1989/1990)[4]
- Ich wollt, daß ich daheime wär – für Orgel (1993)[4]
- Vier Elemente – für Orgel (1993)[4]
- Zwölf Orgelsätze zum Kirchengesangbuch "David" – für Orgel (1995/1996)[4]
- "Drei Anrufungen" – für Orgel (1997)[4]
- Zwei Stücke – für große Orgel (2001)[4]
- Capricci – für Orgel (2004)[4]
- A Fansye for organ solo – für Orgel (2010)[4]

### Orchestermusik
- Introduktion – für großes Sinfonieorchester (1994/1995)[4]
- Symphonie in fünf Sätzen (Nr.1) – für großes Orchester (1999)[4]
- Symphonie für Rezitator und großes Orchester" (Nr.2) – nach Kritiken und Reaktionen zum "Mahnmal gegen Krieg und Faschismus von Alfred Hrdlicka" aus einer österreichischen Massenboulevard-Zeitung (2005)[4]
- Symphonie Nr.3 – für großes Orchester (2007)[4]